# Santuario de Nuestra Señora de Guadalupe (Tecomajiaca)
La parroquia santuario de Nuestra Señora de Guadalupe, conocida popularmente como Iglesia o templo de Tecomajiaca, es un templo católico que se localiza en el barrio de Tecomajiaca, en la ciudad de Teapa, en el estado de Tabasco, México.
Fue la primera iglesia que se edificó en la ciudad de Teapa, es la segunda iglesia y la tercera construcción colonial más antigua del estado de Tabasco, después del convento de Oxolotán (1633) y la Iglesia de Nuestra Señora de la Asunción (Tacotalpa) (1710), ya que su construcción inició en el año de 1712 y concluyó en 1725.
Actualmente esta iglesia está catalogada oficialmente por el Instituto Nacional de Antropología e Historia (INAH), como patrimonio histórico y cultural de la nación.

## Historia
Los conquistadores españoles iniciaron sus incursiones en la región de lo que hoy es el municipio de Teapa desde 1522 cuando Gonzalo de Sandoval envió desde la villa de Espíritu Santo a Luis Marín al frente de un grupo de soldados para explorar y anexar a su dominios la región de la sierra que los españoles llamaron "Sierra de los zoques", y entregó en encomienda las comunidades de Teapa y Tecomajiaca a Bernal Díaz del Castillo. Más tarde, en 1530 Francisco de Montejo sería el encargado de consumar la conquista y pacificación de este territorio.
En el año de 1545 llegaron a Teapa y Tecomajiaca varios religiosos dominicos entre los que se encontraba fray Bartolomé de Las Casas, quienes durante varios días oficiaron misa en una pequeña construcción improvisada hecha de cetos y guano. Sin embargo, la catequización tardaría muchos años más en llegar.
Luego de la construcción del Convento de Oxolotán, Tacotalpa en 1633, los frailes dominicos se encargaron de la evangelización y catequización de los naturales de Teapa y Tecomajiaca, desde donde atendían los pueblos cercanos y oficiaban misas periodicamente.
Sin embargo, fueron un grupo de Jesuitas los que se encargaron de construir el templo de la comunidad de Tecomajiaca. La primera construcción fue de ceto y lodo con techo de guano, sin embargo en el año de 1712 iniciaron la construcción de las paredes de la ermita, con piedras del río Teapa que se transportaban de mano en mano hasta llegar a la construcción. Terminando el templo en 1725. Cabe mencionar, que este templo fue uno de los últimos reductos de los miembros de la Compañía de Jesús antes de ser expulsados de la Nueva España en 1767.
Durante el período de la Revolución mexicana en Tabasco, la iglesia fue utilizada como cuartel de las tropas federales encargadas de someter a los revolucionarios. Más tarde, durante la campaña antirreligiosa, el exgobernador del estado Tomás Garrido Canabal mandó demolerla, pero debido a la solidez de la construcción, solo se logró destecharla, por lo que fue utilizada como escuela "racionalista".
En el año de 1956 se inició la reconstrucción del techo y la reparación de los daños causados en el interior del templo, concluyendo los trabajos en 1960.

## Descripción del edificio

### Exterior
La fachada presenta un acceso con un arco rebajado, y en la parte superior se localiza una ventana coral de forma rectangular, ambos flanqueados por pares de columnas de fuste liso, y en el remate un frontón triangular coronado con una cruz de hierro.
Cuenta con una sola torre campanario, el cual lleva pilastras estriadas y un cupulín. La nave de grandes dimensiones esta hoy cubierta con láminas galvanizadas sobre armaduras de madera.
Las paredes sor gruesas y están construidas con piedra de río, tienen una pequeña ventana en la parte inferior y una puerta de acceso, ambas en forma de arco de medio punto en cada pared lateral.

### Interior
Su interior es sobrio, En el retablo están expuestas la imagen de la Virgen de Guadalupe y otras cinco imágenes más.